# 馮唐
馮 唐（ふう とう、生没年不詳）は、前漢の人。先祖は戦国時代に韓支配下の上党で郡守に任じられ、秦に圧迫された上党の地を趙に献上して華陽君となった馮亭だが、長平の戦いで馮亭戦死後にその宗族は別れ、祖父の代は趙の人だったが、父の時に代に移住して代国の相となり、漢の時代になり安陵に移った。

## 略歴
馮唐は孝行で知られ、文帝の時に郎中署長となった。あるとき文帝は彼に「貴方はどうして郎となったのか？家はどこにある？」と尋ねたので、馮唐はありのまま答えた。文帝は「私は鉅鹿で戦った趙将李斉（李牧の弟とされる）の賢明さを聞いて以来、鉅鹿のことを思わない日は無い。貴方は彼を知っているか？」と聞いた。馮唐は「李斉は廉頗・李牧には敵いません」と言った。文帝は「廉頗や李牧を将にできれば匈奴を怖れることもないのだが」と嘆息したが、馮唐は「陛下が廉頗や李牧を得たとしても用いることはできないでしょう」と言ったため、文帝は怒って禁中に入っていった。しばらくして文帝は馮唐を召し出し、「どうして公衆の面前で私を辱めず、人のいないところで言わないのだ？」と叱責した。馮唐は「私は田舎者で隠すことを知らなかったのです」と答えた。
文帝は馮唐に「貴方はどうして廉頗や李牧を得たとしても用いることはできないと言ったのだ？」と聞いた。馮唐は「古の王は将を派遣する際には、軍の功績や恩賞は国の外で決められ、帰ってから報告したと聞きます。李牧も恩賞を外で決め、国内からそれを覆すことはしませんでした。だから李牧は匈奴を追い払い秦を抑えることができたのです。私が聞くところでは、雲中郡守をしていた魏尚は私費まで出して士卒に振る舞い、このお陰で匈奴も雲中を避け、匈奴が侵入した時には魏尚が迎撃して多くの敵を殺しました。そもそも兵士は農地を離れて従軍しているのですから、どうして法令を知っているでしょう。力戦して首級を挙げたところで、功績を幕府に報告すると、見合う恩賞は与えられず、役人が法でがんじがらめにするという状態です。思うに陛下は法には大変明るいのですが、賞は大変軽く、罰は大変重くなっています。また魏尚は報告した首級の数が6つ合わないというだけで罪となり、爵位は削られ刑徒となっています。そうしたところから、陛下は廉頗や李牧を得たとしても用いることはできないと言ったのです」と答えた。
文帝はその日のうちに馮唐に節を持たせて使者とし、魏尚を赦免して雲中郡守に再び任命した。それから馮唐を車騎都尉に任命し、中尉と郡国の戦車兵を仕切らせた。
10年後、景帝の時代になり、景帝は馮唐を楚国相とした。また武帝が即位し、賢良を求めた際に90歳を超えていた馮唐が推挙された。馮唐は老年で行けなかったので子の馮遂を郎に任命した。

## 後世の逸話
樊建が給事中であったとき、司馬炎が諸葛亮の治政について質問したところ、樊建は、「自分の悪い点を知らされれば必ず改めて、過ちを強引に押し通すことはせず、賞罰の間違いのなさは、神明を感動させるに足るほどでした」と答えた。司馬炎が「立派だ。わしがこの人(諸葛亮)を手に入れて自分の補佐役にしていたならば、今日の苦労はなかったであろう」と言うと、樊建は、額を地に着けてお辞儀をし、「臣(わたくし)が密かに天下の噂を聞きますに、みな鄧艾が無実の罪を着せられていると申しております。陛下はご存じでありながら処理なされません。これこそ馮唐が言った『廉頗・李牧を手に入れても起用できない』という言葉に当たらないでしょうか」と言った。司馬炎は笑って、「わしはこのことをはっきりさせようと思っていたところだ。君の言葉は、わしの気持ちを呼び覚ましてくれた」と言った。かくて、詔勅を発して鄧艾の無実をはっきりさせた。